# MEMORIES (メガマソの曲)
『MEMORIES』は、日本のヴィジュアル系ロックバンドであるメガマソが2010年1月27日にリリースしたメジャー2枚目、通算7枚目のシングルである。

## 販売形態
- MEMORIES 初回盤A（CD＋DVD）
- MEMORIES 初回盤B（CD＋DVD）
- MEMORIES 通常版（CD）

初回限定封入特典（初回盤A・初回盤B・通常盤（初回出荷分のみ）に封入）として、
1. 豪華特典応募券
2. 全国ツアー優先予約応募用紙

が封入されている他、初回限定トレカコレクションが（全4種類のうち）1枚が封入されている。

## 収録曲

### 初回盤A/B収録曲
1. MEMORIES
  - 作詞・作曲：涼平
  - テレビ東京系「遠藤淳」1 - 3月度エンディングテーマ。
  - 仮タイトルは「snow cage」だった[1]。
2. sweet change
  - 作詞・作曲：インザーギ
3. MEMORIES (Instrumental)

- 初回盤A特典
  - DVD 「MEMORIES」（Video Clip + Making）

- 初回盤B特典
  - 『赤坂秘儀 ～SWEET CORONATION～』 （2009年9月10日、赤坂BLITZ）より

1. 「ザワールドイズマイン」
2. 「chimes」

### 通常盤収録曲
1. MEMORIES
2. sweet change
3. クンクタトル乱舞
  - 作詞・作曲：涼平
  - 曲名の「クンクタトル」は、歌詞の中にもあるようにラテン語で「のろま」や「ぐず」といった意味があり、一般的には共和政ローマの政治家、将軍のクィントゥス・ファビウス・マクシムスの二つ名として知られる。
4. MEMORIES (Instrumental)